# Красный Томагавк
Марселлус Красный Томагавк (сиу: Čhaŋȟpí Dúta, Тачанкпе Лута; ок. 1849 (по другим данным 1853), Южная Дакота или Территория Монтана, США — 7 августа 1931, Кэннон-Болл, резервация Стэндинг-Рок, США) — офицер индейской полиции США, известный убийством вождя сиу Сидящего Быка.

## Биография
Родился предположительно зимой 1849-1850. Сын янктонаи Железного Хвоста (сиу: Синте Маза), а матерью хункпапа-сихасапа Женщины Черного Орла (сиу: Уамбли Сапа Уин); тем не менее, в других интервью он называл отцом сихасапа Мака Апапе (Strikes the Earth), а матерью — женщину из народа сиссетон. Своё имя получил в честь деда по отцовской линии.
С 1866 по 1874 участвовал в девяти войнах с белыми и враждебными индейцами. В 1866 сражался с солдатами форта Райс, а спустя два года участвовал в осаде этого же форта в составе воинов хункпапа под командованием вождя Желчи. Во время войны 1876 года, разочаровавшись в возможности победить белых, вместе со многими лакота оставался в резервации Стэндинг-Рок, а когда через несколько лет многие жители резервации бежали на запад с Сидящим Быком, остался в Стэндинг-Рок. Он принял католицизм и взял себе имя Марселлус.
1 июля 1881 года Красный Томагавк и его друг Бритая Голова поступили на службу в Бюро по делам индейцев (индейскую полицию). В 1880-х служил сержантом полиции в резервации Стэндинг-Рок, за 18 лет службы дослужился до капитана.
В 1890 году, индейский агент Джеймс Маклафлин попросил военных США арестовать вождя хункпапов Сидящего Быка и доставить его в форт Йейтс. 28 ноября 1890 генерал Нельсон Майлз приказал Уильяму Коди, известному как Буффало Билл, арестовать Сидящего Быка. Тот, чтобы минимизировать ненависть индейцев к белым, решил произвести арест во время Пляски Духов силами индейских полицейских.
14 декабря для ареста были посланы лейтенант Бычья Голова, офицер Бритая Голова и сержант Красный Томагавк с 43 полицейскими. Рано утром 15 декабря, когда хункпапы отсыпались после танцев, полицейские окружили деревянный дом вождя, выбили дверь прикладами, ворвались внутрь и схватили Сидящего Быка. Почти две сотни разъяренных хункпапов встали на пути окруживших Сидящего Быка полицейских, не давая им пройти. Полицейские начали уговаривать сторонников вождя разойтись, а его самого подчиниться приказу, но Сидящий Бык отказался покидать лагерь. Первый выстрел раздался со стороны хункпапов; Бычья Голова и Бритая голова получили ранения. Раненный в ногу лейтенант Бычья Голова в ответ ранил вождя в грудь. В тот же миг Красный Томагавк, находившийся позади Сидящего Быка, выстрелил старику в голову из револьвера почти в упор. Обе пули оказались смертельными. Окруженные хункпапами полицейские заняли оборону у хижины, отправив двух гонцов за помощью. Прибывшие на выручку солдаты попытались преследовать хункпапов, но те отступили, не сделав ни единого выстрела. Всего в столкновении погибло шестеро полицейских; двое раненых офицеров позднее умерли от ран.

Я был сержантом индейской полиции. Сидящий Бык был моим другом. Я убил его как друга.— Красный Томагавк в интервью 1915 года в форте Йейтс, Северная Дакота
В 1892—1894 Красный Томагавк был капитаном полиции в Стэндинг-Рок, в 1895 ушёл в отставку.
Позднее Красный Томагавк стал членом Племенного Совета Стэндинг-Рок. Пользовался большим уважением среди индейцев и белых, встречался со многими видными деятелями США и Европы. В 1923 году профиль Красного Томагавка выбран для нанесения на знак, обозначавший все трассы штата Северная Дакота.
В 1929 Красный Томагавк был приглашён на завтрак с президентом США Гербертом Гувером и вице-президентом Чарльзом Кёртисом, во время которого подарил каждому из них в знак дружбы по трубке.
Красный Томагавк умер 7 августа 1931 в Кэннон-Болл, резервация Стэндинг-Рок, где имел земельный надел. Похоронен 11 августа на католическом кладбище Кэннон-Болл.
Первой женой была хункпапа Мака Товин (Женщина Голубая Земля). Всего у Красного Томагавка было по крайне мере три жены, которые родили ему 13 детей. Сын Фрэнсис учился в индейской школе в Карлайле, штат Пенсильвания. Сын Джо Томагавк застрелился в 1909 году.

## Внешние ссылки
- Red Tomahawk на American-tribes.com
- Красная Боевая Палица
- Red Tomahawk на CusterLives.com